# Золота булла

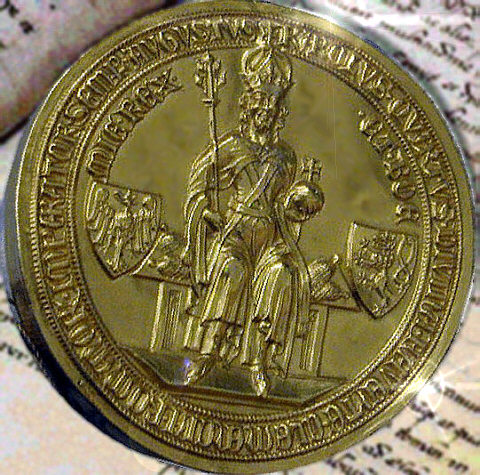
Золота печатка імператора Карла IV.

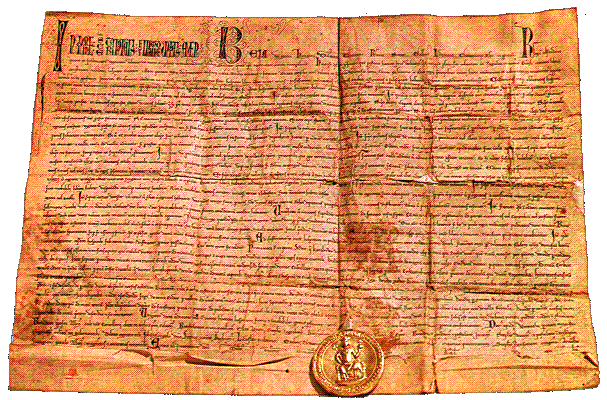
Золота Булла 1242 Бели IV мешканцям Загреба в Хорватії.

Золота булла (лат. Bulla aurea), також Хрисовул (грец. Χρυσόβουλλον) — печатка, що скріплює декрети західноєвропейських і візантійських монархів у Середньовіччя та епоху Ренесансу. Спочатку стала застосовуватися у Візантії, де також означає тип візантійських імператорських грамот, до якої імператор власноруч пурпуровими чорнилом вписував кілька слів, ставив підпис і дату. Хрисовул скріплювали печаткою (іноді золотою) на шовковому шнурі.
У формі хрисовулу публікувалися закони, міждержавні договори, найважливіші жалувані грамоти.
Найвідоміші Золоті булли:
- Золота булла 1082 імператора Олексія I Комніна
- Золота булла 1126 імператора Фрідріха II
- Золота булла 1136 папи Інокентія II
- Золота булла 1212 імператора Фрідріха II
- Золота булла 1213 імператора Фрідріха II
- Золота булла 1214 імператора Фрідріха II
- Золота булла 1222 угорського короля Ендре (Андрія) II
- Золота булла 1242 угорського короля Бели IV
- Золота булла 1267 угорського короля Бели IV
- Золота булла 1348 короля Богемії Карла I (пізніше став імператором Карлом IV)
- Золота булла 1356 імператора Карла IV Люксембурзького
- Золота булла 1702 імператора Леопольда I